# Wallaceova crta
Wallaceova crta je biogeografska razdjelnica između azijske i austalske flore i faune. Ime je dobila po znanstveniku Wallaceu koji je otoke između kojih se razdjelnica proteže istraživao između 1854. i 1862. godine. Prvi znanstvenik koji je 1857. ukazao na postojanje ove razdjelnice bio je ornitolog Philip Lutley Sclater.
Ova crta - zapravo prije jedna pruga koja obuhvaća biogeografsko prijelazno područje između azijske i australske flore i faune - prolazi između Balija i Lomboka, i sjevernije prolazi između Bornea i Sulawesija. Područje koje se nalazi istočno od te crte naziva se Wallacea, i vrlo je zanimljivo. U tom području, kako na kopnu tako i u moru, živi čitav niz endemskih vrsta. Wallacea obuhvaća oko 346.000 km2 i spada u tako zvane hotspotove, ključna područja  bioraznovrsnosti, gdje su životinje i biljke dijelom snažno ugrožene.
Tako na Sulawesiju od poznate faune 62% vrsta sisavaca, 27% ptica, 62% gmazova i 76% vodozemaca akutno prijeti izumiranje. Na Sulawesiju i istočno od njega žive tobolčari srodni s klokanima i oposumima u Australiji, dok ih zapadno od njega, već na Borneu, nema.

## Vanjske poveznice
- Pleistocene Sea Level Maps  Arhivirana inačica izvorne stranice od 17. ožujka 2009. (Wayback Machine)
- Wallacea - a transition zone from Asia to Australia, specially rich in marine life and on land.